# مردم چک
مردم چک (به چکی: Češi) ملت و قومیتی عمدتاً با خاستگاه اسلاوی غربی هستند. این مردم در مرکز اروپا ساکن هستند. تمرکز و تجمع آن‌ها نیز در کشور جمهوری چک است. کشور آمریکا دارای  ۱٬۴۶۲٬۰۰۰ نفر چک می‌باشد. زبان مردم چک، زبان چکی است.
در جمهوری چک بخش تقریباً وسیعی به نام ایالت زودت وجود دارد که اهالی آن آلمانی بوده‌اند و نزدیک به یک سوم از این کشور را شامل می‌شود و در تمام نواحی چک به خصوص اطراف مرز با آلمان ساکن هستند. زودت از ایالت تاریخی آلمان بود که در دوره حکومت رایش سوم با عنوان سودتنلند برای مدتی به آلمان نازی الحاق شد.

## مطالعه بیشتر
- Hroch، Miroslav (۲۰۰۴). «From ethnic group toward the modern nation: the Czech case». Nations and Nationalism. ۱۰ (۱/۲): ۹۵–۱۰۷. doi:10.1111/j.1354-5078.2004.00157.x.
- Berka, Petr and Palan, Ales and Stastny, Petr: Xenophobe's Guide to the Czechs, Oval Books, London, 2008
- Holý, Ladislav: The Little and the Great Czech Nation, Cambridge University, 1996